# Stara Chudoba (powiat kluczborski)
Stara Chudoba – osada w Polsce położona w województwie opolskim, w powiecie kluczborskim, w gminie Lasowice Wielkie.
Stara Chudoba jest osada leśną. Znajduje się na granicy gmin Olesno i Kluczbork, nad Bzinicą. Rośnie tu pomnikowy dąb.